# Karmel Šama
Karmel Šama (hebrejsky כרמל שאמה‎) je izraelský politik a bývalý poslanec Knesetu za stranu Likud.

## Biografie
Narodil se 16. srpna 1973 ve městě Ramat Gan. Vysokoškolské vzdělání právnického směru získal na Interdisciplinary Center v Herzliji. Studuje v současnosti[kdy?] bakalářský stupeň ekonomické školy. Žije ve městě Ramat Gan, je ženatý, má tři děti. Hovoří hebrejsky, anglicky a arabsky. Sloužil v izraelské armádě, kde působil u zpravodajských, kontrašpionážních a vyšetřovacích jednotek.

## Politická dráha
V letech 2003–2009 zasedal ve vedení města Ramat Gan. Byl předsedou mládežnické organizace Likudu.
Do Knesetu nastoupil po volbách roku 2009, ve kterých kandidoval za stranu Likud. Byl místopředsedou Knesetu, předsedou výboru pro ekonomické záležitosti a členem výboru pro vnitřní záležitosti a životní prostředí, výboru pro ústavu, právo a spravedlnost, výboru pro státní kontrolu, výboru pro televizi a rozhlas, výboru pro zahraniční dělníky a výboru pro zahraniční záležitosti a obranu. Mezi červnem a srpem 2014 zastával na krátkou dobu poslanecký mandát za stranu Likud.